# Rasmus Christoffer Effersøe
Rasmus Christoffer Effersøe, född 30 maj 1857 i Trongisvágur, död 23 mars 1916 i Tórshavn, var en färöisk agronom, diktare och politiker.
Effersøe studerade i både Danmark och Sverige och arbetade inom jordbrukare. Han var en av de männen som kallades in till Julmötet 1888, ett möte som räknas som början på Färöarnas självständighetskamp. Han räknas också som att vara drivkraften i arbetet med självständigheten tillsammans med Jóannes Patursson. Tillsammans med Patursson stiftade han Føringafelag och var dessutom redaktör på föreningens tidning Føringatíðindi, känd för att vara den första tidningen på färöiska.
Han var även redaktör för tidningarna Dúgvan och Dimmalætting där han bland annat skrev om teater, ett ämne han själv var aktiv inom. Några av hans mest kända dikter är
- Førøya landið
- Alfaðirs eygu jarðarríki skoða
- Eitt heim, eitt varandi heim ei her
- Eg minnist úr gomlum søgum ()
- Úr øllum ættum koma vindar ()